# Footloose (musical)
Footloose es un musical basado en la película no musical de 1984 del mismo nombre. Banda sonora de Tom Snow (entre otros), letras de Dean Pitchford (con letras adicionales de Kenny Loggins) y libreto de Pitchford y Walker Bobbie.

## Sinopsis del musical
Cuando Ren y su madre se mudan de la gran ciudad de Chicago al pequeño pueblo agrícola de Bomont, Ren se siente preparado para adaptarse a su nuevo hogar. Pero para lo que no parece estar tan preparado es para las leyes locales, que incluyen la prohibición de su distracción favorita: el baile. El Reverendo Shaw Moore, propulsor de estas leyes, se ha impuesto la tarea de controlar a los jóvenes del pueblo. Cuando Ariel, la rebelde hija del reverendo, parece ceder a los encantos de Ren, su novio se propone sabotear la reputación del joven y consigue poner al pueblo en su contra. Ren, apoyado por sus amigos, luchará por organizar un baile de fin de curso... rodeado de dificultades, pero también de diversión y romance.

## Producción original de Broadway
Footloose – the Musical se estrenó en el Richard Rodgers Theatre de Broadway el 22 de octubre de 1998 y se realizaron 709 representaciones hasta el 2 de julio de 2000.
Estuvo bajo la dirección de Walter Bobbie con coreografías de A.C. Ciulla.

Footloose recibió críticas algo mediocres a pesar de que logró un éxito razonable. La conclusión general fue que el espectáculo era, en sí, pobre; pero la música y el excelente reparto lo hizo entretenido. Footloose ha tenido un legado tras su versión original. Parece haber sido uno de los musicales más representados en institutos y colegios en los últimos años, al menos en Estados Unidos. También fue nominado para varios Premios Tony.

### Reparto original de Broadway
- Ren McCormack – Jeremy Kushnier
- Rev. Shaw Moore – Stephen Lee Anderson
- Ariel Moore – Jennifer Laura Thompson
- Willard Hewitt – Tom Plotkin
- Vi Moore – Dee Hoty
- Ethel McCormack – Catherine Cox
- Rusty – Stacy Francis
- Chuck Cranston – Billy Hartung
- Wendy Jo – Rosalind Brown
- Urleen – Kathy Deitch
- Bickle – Hunter Foster

## Producción original de Londres
La producción de Londres de Footloose – The Musical apareció en el Novello Theatre en The Strand para luego viajar en dos giras regionales por el Reino Unido.
Se estrenó el martes 18 de abril de 2006, bajo la dirección de Karen Bruce y con un equipo creativo que incluía a Morgan Large (escenografía y vestuario), James Whiteside (iluminación) y Mike Dixon y Chris Egan (supervisión musical). El papel del Reverendo Shaw Moore, interpretado al principio por Stephen McGann, pasó a David Essex el 10 de junio.
El 11 de noviembre, tras haber estado representando en días de lleno absoluto, la producción cerró porque el teatro ya no estaba disponible para más representaciones. Después de completar su tercera gira por el Reino Unido, volvió al West End, donde se estuvo representando desde el 17 de agosto de 2007 al 6 de diciembre del mismo año en el Playhouse Theatre. El 6 de marzo de 2008 finalizó su periodo de inactividad para representar indefinidamente en Londres.

### Reparto original de Londres
- Ren McCormack – Derek Hough
- Rev. Shaw Moore – Stephen McGann
- Ariel Moore – Lorna Want
- Willard Hewitt – Giovanni Spaño
- Vi Moore – Cheryl Baker
- Ethel McCormack – Caroline Deverill
- Rusty – Stevie Tate-Bauer
- Chuck Cranston – Johnny Shentall
- Wendy-Jo – Lisa Gorgin
- Urleen – Natasha McDonald

### Reparto de Londres 2008
- Ren McCormack – Tommy Sherlock
- Rev. Shaw Moore – Julian Agnew
- Ariel Moore – Miria Parvin
- Willard Hewitt – Giovanni Spaño
- Vi Moore – Lyn Paul
- Ethel McCormack – Nikki Belsher
- Rusty – Gemma O'Duffy
- Chuck Cranston – Johnny Shentall
- Wendy-Jo – Lisa Gorgin
- Urleen – Mallinda Parris

## Giras nacionales del Reino Unido
La gira de Footloose se estrenó en Plymouth, en el Theatre Royal, en febrero de 2004, y estuvo en cartel tres semanas, antes de embarcarse en una gira nacional de veinticuatro semanas. Bajo la dirección de Paul Kerryson, tuvo un éxito brutal, pero no podía conseguir un teatro del West End para un traslado inmediato. Una segunda gira nacional se estrenó el 4 de enero de 2006 en Cardiff Bay, en el Wales Millennium Centre. La dirección fue tomada esta vez por Karen Bruce, y los papeles de Shaw y Vi fueron heredados por Cheryl Baker y Stephen McGann. La gira recorrió otras once ciudades, principalmente en Escocia y el sur de Inglaterra.
La producción fue llevada al West End, con David Essex (Shaw Moore) y Cheryl Baker (Vi Moore), en abril de 2006, para cerrar en noviembre del mismo año —debido a la limitada disponibilidad del Novello Theatre. La producción se embarcó en su tercera gira nacional, empezando en Salford en enero de 2007 y continuada hasta julio, con Lyn Paul (Vi Moore). El reparto volvió a Londres, al Playhouse Theatre, para representar desde el 17 de agosto de 2007 hasta el 6 de diciembre. Agotada la disponibilidad del teatro, la producción cerró en el West End y estuvo otra vez de gira hasta el 6 de diciembre de 2008.

### Reparto de la gira – Reino Unido
- Ren McCormack – Stephen Webb
- Ariel Moore – Twinnie Lee Moore
- Vi Moore – Maureen Nolan
- Rev Shaw Moore – Richard Grieve
- Rusty – Jodie Jacobs
- Wendy-Jo – Claire-Louise Mealor
- Urleen – Tarisha Rommick
- Willard Hewitt – Simon Lipkin
- Chuck Cranston – Robbie Scotcher
- Ethel McCormack – Lisa Peace
- Lyle – Ricky Morrell
- Travis/Cowboy Bob – Mat Millns
- Principal Clark – Martin Johnston

## Gira estadounidense – 10º Aniversario
Prather Entertainment Group organizó una gira de Footloose por Estados Unidos que comenzó en diciembre de 2008 y representará hasta junio de 2009. La producción realizó las previas en York (Pensilvania) antes de estrenar en New Haven (Connecticut) en el Shubert Theatre, a finales de diciembre, para continuar la gira por 35 estados. La producción está dirigida por Gary John LaRosa, quien ya trabajó con Dean Pitchford en la nueva versión revisada del espectáculo cuando se estrenó en California.

### Reparto de la gira – 10º Aniversario
- Ren McCormack – Erik Keiser
- Ariel Moore – Lindsay Luppino
- Reverendo Shaw Moore – Glenn Wall
- Willard Hewitt – Michael Kennan Miller
- Rusty – Kara Guy
- Urleen – Mary-Elizabeth Milton
- Wendy Jo – Sara Catherine Barnes
- Vi Moore – Katherine Proctor
- Chuck Cranston – Jeff Blim
- Director Harry Clark/Cowboy Bob – Shain Fike

Footloose está actualmente de gira por Estados Unidos.

## Producción holandesa
La producción holandesa de Footloose nos llegará de las manos de V&V Entertainment el 1 de febrero de 2009. Adaptada al neerlandés por Allard Blom y coreografiada por Martin Michel.

### Reparto original holandés
- Ren – William Spaaij
- Ariel – Kim-Lian van der Meij
- Rusty – Talita Angwarmasse
- Willard – Roy Kullick
- Reverendo Shaw Moore – Jeroen Pfaff
- Vi Moore – Marleen van der Loo
- Chuck – Richard Rodermond
- Urleen – Nadine Nijman
- Wendy Jo – Nicky van der Kuyp

## Producción amateur española
El grupo de teatro Amorevo del Centro Juvenil de Salesianos Paseo de Madrid estrenó Footloose el 19 de abril de 2009 con un libreto íntegramente en español. Se representó hasta el 14 de junio en el teatro del colegio salesiano San Miguel Arcángel.
El grupo de teatro Amorevo, también representó "Footloose" el 20 de junio en el Palau Altea, en Altea (Alicante), organizado por Moros Berebers.
Amorevo estrenó la segunda temporada del exitoso musical el 4 de octubre para despedirse definitivamente el 8 de noviembre.

## Argumento

### Acto 1
Ren McCormack, un chico normal de ciudad, está en una discoteca en Chicago bailando para descargar la fatiga de una jornada de trabajo de ocho horas («Footloose»). Pero esta es su última visita: le cuenta a sus amigos que, por los problemas financieros causados por el abandono de su padre, su madre (Ethel) y él se tienen que mudar a un pequeño pueblo llamado Bomont, donde sus tíos se han ofrecido a acogerles. Una vez allí, Ren y Ethel van a misa y reciben su primera impresión del Reverendo Shaw Moore («On Any Sunday»), un predicador conservador y una importante figura autoritaria en el pueblo. Tras un largo sermón condenando la perversión del rock and roll y su «incesante canto pornográfico», la hija del reverendo, Ariel, se va corriendo a una gasolinera a encontrarse con su novio, Chuck Cranston, de lo peorcito del pueblo, que solo quiere llevarse a Ariel a la cama («Girl Gets Around»). Mientras se abrazan, el Reverendo aparece y pilla a Chuck con sus manos sobre su hija, para su disgusto.
Al día siguiente, Ren va al instituto e, inmediatamente, se hace amigo de Willard Hewitt, un vaquero un poco estúpido con una actitud agresiva y una fuerte lealtad hacia su madre. Ren le cuenta a Willard sobre cómo bailaba en Chicago («I Can't Stand Still»). Willard intenta que deje de bailar en medio del instituto, pero Ren le ignora y monta un lamentable espectáculo delante del director Clark, quien le explica enfadado que bailar es ilegal en el pueblo de Bomont. Willard defiende a Ren, diciendo que es nuevo en el pueblo y que no conoce las leyes. Cuando el director se va, Rusty, la mejor amiga de Ariel que está locamente enamorada de Willard, le halaga por el valor mostrado al enfrentarse al director para defender a Ren. Rusty y sus amigas, Urleen y Wendy Jo, explican a un desconcertado Ren que bailar es ilegal desde que Shaw Moore hizo publicar una ley que prohibiera bailar tras la muerte de su hijo en un accidente volviendo de un baile. Le advierten de que no destaque si no quiere meterse en más problemas de en los que ya está. («Somebody's Eyes»).
En la siguiente escena, Ariel vuelve a casa, donde su padre la ignora a pesar de los intentos de Ariel por mantener una conversación con él. Exasperada, se va del cuarto enrabietada, dejando a Shaw y a Vi, su esposa, solos discutiendo sobre ella. Shaw expone su preocupación sobre la relación de Ariel con Chuck Cranston, pero cuando Vi le intenta asegurar que su relación no durará mucho, él la calla y se larga enfadado para terminar de escribir su sermón. Ethel, harta de la sospecha infundada de que a Ren, por ser «el nuevo», le están haciendo sufrir, entra en la cocina para compartir esos sentimientos y tomar té con Vi. Las dos conversan sobre que nadie las escucha, sobre que todos están tan metidos en sus cosas que rara vez las dejan dar su opinión («Learning to be Silent»).
Después de clase, varios estudiantes van al Burger Blast, una hamburguesería. Ariel, Rusty, Urleen y Wendy Jo están haciendo los deberes en una mesa mientras Willard habla con Ren, que viste un uniforme de camarero y patines porque acaba de empezar a trabajar allí. Cuando Ren va a tomarle nota a Ariel, ella intenta ligar con él. Willard advierte a Ren de que a Chuck Cranston no le haría gracia que estrechara su relación con la joven. Ren le pregunta a Willard sobre su relación con Rusty. Willard confiesa que le parece muy guapa, pero que le molesta que hable sin parar. La escena vuelve a Ariel hablando con sus amigas sobre las ganas de todas de encontrar un chico decente («Holding Out for a Hero»). Al acabar la canción, Chuck entra furioso y empieza a discutir con Ariel. Ren y Willard la intentan defender, pero acaba siendo Betty Blast, la dueña del local, quien calma la disputa.
Cuando Ren sale de trabajar, Ariel le lleva a su lugar secreto bajo las vías del tren donde le confiesa su odio hacia Bomont. La pareja ignora que Chuck les observa. Después, Ren la acompaña a casa, cogiendo por sorpresa a Shaw y a Vi, pues pensaban que Ariel había estado en su cuarto todo el rato. Shaw se muestra disgustado por la desobediencia de su hija delante de sus amigos, reunidos para jugar al póquer. Ren, nervioso y distraído, le insulta sin querer en un intento de calmar sus preocupaciones, lo que, irónicamente, hace la situación más incómoda aún, provocando que sus invitados se marchen. Shaw, alterado, prohíbe a Ariel que vuelva a ver a Ren, pero Ariel le responde acusándole de hacerla sentir una prisionera. Tras discutir con su hija y su esposa, Shaw empieza a sentir culpabilidad sobre si está siendo justo con su hija, considerando su tortuosa tarea de ser ambos predicador y padre («Heaven Help Me»).
Al día siguiente, en clase, Ren, Ariel y Willard llegan tarde a clase de educación física y explican al entrenador que Ren había sido asaltado por Chuck, pero el entrenador no escucha. Ren se queja de que los habitantes de Bomont sean tan irascibles, mascullando que al menos en Chicago tenían discotecas donde desahogarse. Con la ocurrencia de Willard de «llevar al entrenador a bailar», Ren se da cuenta de que hacer un baile sería la forma perfecta de aliviar las tensiones de los adolescentes y, al mismo tiempo, hacer una declaración al Reverendo Moore y al concejo del pueblo. Willard le dice a Ren que está loco, pero él no le escucha y le cuenta el plan a todos los estudiantes, a los que se va ganando poco a poco. El rumor llega al Reverendo Shaw Moore, que sería el responsable de prohibirlo, está decidido a hacer lo que esté en sus manos para asegurar que no se lleve a cabo el baile («I'm Free»).

### Acto 2
El segundo acto abre con Ren, Ariel, Willard y Rusty en un pueblo a varios kilómetros de Bomont que tiene un salón de baile con músicos que tocan música Country («Let's Make Believe We're in Love»). Rusty intenta bailar con Willard, pero él consigue escaparse, llevándose a Ren a la barra. Una vez allí, le explica a Ren que no sabe bailar. Rusty le oye a lo lejos, y también otros vaqueros que empiezan a burlarse de Willard. Rusty le sale a defender, argumentando que puede que no sea perfecto, pero que le quiere igual («Let's Hear it for the Boy»). Durante la canción de Rusty, Ren intenta enseñar a Willard a bailar, quien, después de muchos tropiezos, se acaba marcando una coreografía alucinante, para la sorpresa de Rusty.
Cuando Ren lleva a Ariel a casa, Shaw se enfada muchísimo con ella por haber estado con Ren. Casi la abofetea, pero se acaba conteniendo y Ariel sube corriendo a su cuarto. Vi habla con Shaw e intenta explicarle que está siendo tan duro con ella por la muerte de su otro hijo y que Ariel no pretende enfadarle («Can You Find It in Your Heart?»).
Mientras tanto, Ren, Willard, Bickle, Jeter y Garvin están buscando la manera de presentar su idea al concejo municipal. Ren está muy desalentado y propone olvidar el plan. Willard le da a Ren algunos consejos que su madre le da a él y le explica que no se puede rendir («Mama Says»). Cuando la confianza de Ren se ha recompuesto, Ariel aparece con un ojo morado y le dice a Ren que Chuck la ha pegado. Willard y los demás se van a buscar a Chuck, y Ren se queda reconfortando a Ariel. Ella le cuenta la verdad sobre su hermano y le da a Ren una Biblia con varios pasajes que puede usar para su discurso. Es entonces cuando se dan cuenta de que se han enamorado («Almost Paradise»).
En la junta municipal del concejo, Ren se manifiesta y explica al concejo, al director, al entrenador y al Reverendo Moore que el baile viene citado en la Biblia y que no debería ser ilegal, sino una manera de dar gracias por la vida («Dancing is not a Crime»). Ren recibe bastante apoyo, pero los miembros del concejo no le escuchan, votan que «no» y la moción queda retirada.
Tras la reunión, Ethel explica a Ren que Shaw tenía los votos del concejo en el bolsillo y le sugiere que hable con él a solas. Ren va a la iglesia, siguiendo el consejo de su madre, y explica al Reverendo Moore que no debería dejar que el dolor y el enfado por la muerte de su hijo repercutiera en el pueblo. Shaw se pone furioso y le echa de la iglesia. Empieza a recordar cuando su hijo estaba vivo y a reconocer los sentimientos de su familia («I Confess»). Los recuerdos le llenan de una añorada felicidad y se da cuenta de que Ren tiene razón, y sabe lo que debe hacer. Shaw le anuncia a la congregación que va a permitir a los jóvenes hacer el baile. Estos manifiestan su alegría.
Ren le pide a Ariel que le acompañe al baile y Willard invita a Rusty, diciéndole que hasta tiene ganas de bailar con ella. Cuando la muchedumbre se dispersa, Vi y Shaw quedan solos en el escenario y él le dice lo mucho que la quiere y reconoce sus errores del pasado («Can You Find It in Your Heart?» (Reprise)). El espectáculo termina con un gran baile de los jóvenes al que hasta el Reverendo, su esposa y los demás pueblerinos asisten («Footloose/Finale»).

## Canciones
| Acto I - Footloose (Letras de Kenny Loggins y Dean Pitchford)– Ren McCormack y la compañía - On Any Sunday – Reverendo Shaw Moore y la compañía - The Girl Gets Around (Música de Sammy Hagar)– Ariel, Chuck, Travis, Lyle - I Can't Stand Still – Ren, Willard - Somebody's Eyes – Rusty, Urleen, Wendy Jo, elenco - Learning to be Silent – Vi, Ethel, Ariel - Holding Out for a Hero (Música de Jim Steinman) – Ariel, Rusty, Urleen, Wendy Jo - Heaven Help Me – Reverendo Moore - I'm Free (Letras de Kenny Loggins) – Ren McCormack, Reverend Shaw Moore y la compañía - Heaven Helps the Man – La compañía | Acto II - Entr'acte - Let's Make Believe We're in Love – Irene y las Country Kickers - Let's Hear It for the Boy – Rusty, chicas - Can You Find it in Your Heart – Vi - Mama Says – Willard, Bickle, Garvin, Jeter, Ren - Almost Paradise (Letras de Eric Carmen) – Ren, Ariel - Dancing is Not a Crime – Ren, Willard, Bickle, Garvin, Jeter - I Confess – Reverendo Moore - Can You Find it in Your Heart? (Reprise) – Reverendo Moore - Footloose (Reprise) – La compañía | Acto II (MODIFICADO) - Entr'acte - Still Rockin' – Cowboy Bob, Cantantes de Country - Let's Hear it for the Boy – Rusty, chicas - Can You Find it in Your Heart? – Vi - Dancing is Not a Crime – Ren - Mama Says – Willard, Bickle, Garvin, Jeter, Ren - Almost Paradise – Ren, Ariel - Heaven Help Me (Reprise) – Rev. Moore - Can You Find it in Your Heart? (Reprise) – Reverendo Moore - Footloose (Finale) – La compañía |

### La modificación del libreto
En abril de 2005, el espectáculo fue ligeramente modificado. Compañías profesionales de teatro deben realizar ahora la nueva versión modificada, mientras que las compañías educativas de teatro —como colegios o teatros de centros juveniles— pueden seguir haciendo la versión primitiva. Aparte de muchas pinceladas al libreto, hay sutiles diferencias en los números musicales de la versión modificada. La más destacada es la nueva canción que abre el segundo acto, llamada «Still Rockin». Otros cambios incluyen la eliminación del rap «Dancing Is Not a Crime». Solo se usa la primera parte del rap y justo antes del «Mama Says» en lugar de durante la junta del concejo. Durante la junta Ren da un discurso. También la canción del Reverendo «I Confess» fue eliminada y reemplazada por una prolongada y más emotiva escena con Ren tras la junta y una pequeña repetición de «Heaven Help Me» cantada por el Reverendo Moore en soledad. Y además, el espectáculo comienza con Rusty, Wendy Jo y Urleen cantando la introducción de «Footloose», en lugar de Ren y los otros chicos. Y durante «Learning To Be Silent» Ariel canta con Vi y Ethel.

## Premios y candidaturas
1999 Premios Tony.
- Premio Tony a la Mejor Interpretación de la Actriz Principal – Dee Hoty [candidatura].
- Premio Tony al Mejor Libreto de Musical – Adaptación a teatro de Dean Pitchford, Walter Bobbie [candidatura].
- Premio Tony a la Mejor Coreografía – A.C. Ciulla [candidatura].
- Premio Tony a la Mejor Música Original – Música de Tom Snow; Letras de Dean Pitchford; Números adicionales de Eric Carmen, Sammy Hagar, Kenny Loggins y Jim Steinman [candidatura].

## Consultas
1. ↑  «The Broadway Musical Home, Footloose».
2. 1 2  «Footloose, West End y giras del Reino Unido». Archivado desde el original el 4 de febrero de 2009.
3. ↑  «Footloose, Gira 10º Aniversario (página oficial)». Archivado desde el original el 30 de enero de 2009.
4. ↑  «Holanda: V&V Entertainment, Footloose». Archivado desde el original el 7 de diciembre de 2008.
5. ↑  «Grupo de Teatro Amorevo (página oficial)». Archivado desde el original el 7 de marzo de 2018.
6. ↑  «Premios Tony, 1999,  Footloose». Archivado desde el original el 31 de agosto de 2016.

- Datos: Q2802217
- Multimedia: Footloose (musical) / Q2802217